# Nelu Iordache
Nelu Iordache (n. 31 ianuarie 1967, București, România) este un om de afaceri român care deține grupul Romstrade, din care face parte și compania Blue Air. 
A fost condamnat definitiv la 11 ani și 9 luni de închisoare, condamnarea venind în dosarul în care a fost acuzat de mai multe infracțiuni, printre care și fraude cu fonduri europene alocate pentru construcția autostrăzii Nădlac - Arad.. Acesta a fost încarcerat în Penitenciarul Rahova pe 8 septembrie 2021.
A devenit antreprenor în 1994, la trei ani de la terminarea Facultății de Fizică din București, și și-a dezvoltat afacerile în jurul terenurilor pe care le deține în Adunații Copăceni, localitatea în care s-a născut.
Deține și două restaurante cu autoservire sub brandul Self.
În mai 2010 a înființat și compania Blue Line Căi Ferate, companie de transport pe calea ferată.
În februarie 2010 a anunțat că intenționează ca în anul 2011 să înceapă construcția primului aeroport privat low-cost în Adunații Copăceni pe o suprafață de 200 ha, investiția urmând să se ridice la 150-200 milioane euro.

## Acuzații de corupție
Pe 29 aprilie 2013 Nelu Iordache a fost trimis în judecată de DNA.
Pe 8 septembrie 2021 Curtea de Apel București l-a condamnat definitiv pe Nelu Iordache la 11 ani și 9 luni închisoare cu executare.
Pe 25 octombrie 2016 Nelu Iordache a fost trimis în judecată pentru complicitate la abuz în serviciuPe 9 noiembrie 2021 Curtea de Apel București l-a condamnat definitiv pe Nelu Iordache la 6 ani închisoare cu executare în acest dosar.